# 中尾翔太
中尾翔太（日语：／ Nakao Shōta，1996年4月23日—2018年7月6日）是日本組合FANTASTICS from EXILE TRIBE的成員。

## 來歷
- 2014年參加「EXILE PERFORMER BATTLE AUDITION」通過第二次選拔，但最後落選[1]。
- 2016年12月29日、FANTASTICS結成。
- 2017年年底開始因身體不适而缺席公開活動。
- 2018年3月3日公佈了患上胃癌而暫停個人活動[2]。
- 2018年7月8日由事務所公布中尾翔太已於2018年7月6日上午7時23分東京都內醫院離世，享年22歲[3]。

## 人物
- 在母親的引導下，3歲便開始學跳舞，小學四年級的時候開始接觸KRUMP的舞蹈[4]。
- 是EXPG名古屋校學生，也曾經選入為候補生[4]。
- 是GENERATIONS from EXILE TRIBE成員佐野玲於從小便認識的朋友。因為同樣是熱愛KRUMP類別的舞者，而且隸屬不同的舞團，作為小童街舞者的時期便有過好幾次的對戰經驗。[5]。

## 參與組合
- NO-LUCK
- FANTASTICS from EXILE TRIBE

## 出演

### 音樂錄像
- EXILE「EXILE PRIDE 〜こんな世界を愛するため〜」（2013年）
- Follow Your Dreams feat.Afrojack (LDH Official Company Trailer) （2017年）
- GENERATIONS from EXILE TRIBE「Y.M.C.A.」（2018年）

### 演唱會（作為支援成員參演）
- a-nation （2005年 - 2007年）- ACT dancer
- TRF Life-e-Motions TOUR 2006（2006年）
- TRF COMPLETE BEST LIVE from 15th Anniversary Tour -MEMORIES-2007
- EXILE LIVE TOUR 2007 " EXILE EVOLUTION"  （2007年）
- EXILE LIVE TOUR "EXILE PERFECT LIVE 2008" （2008年）
- EXILE TRIBE LIVE TOUR 2012～TOWER OF WISH～ （2012年）
- EXILE LIVE TOUR 2013 " EXILE PRID"  （2013年）
- EXILE TRIBE PERFECT YEAR LIVE TOUR TOWER OF WISH 2014 （2014年）
- 三代目 J Soul Brothers LIVE TOUR 2014 " BLUE IMPACT" （2014年）
- 三代目 J Soul Brothers LIVE TOUR 2015 " BLUE PLANET"  （2015年）
- EXILE LIVE TOUR 2015 " AMAZING WORLD"  （2015年）
- GENERATIONS LIVE TOUR 2016 " SPEEDSTER"  （2016年）
- HiGH&LOW THE LIVE（2016年）
- 三代目 J Soul Brothers LIVE TOUR 2016-2017 " METROPOLIZ"  （2016年 - 2017年）

## 獎項
- 日本電視台「24小時電視 「愛心救地球」」”高校生舞蹈甲子園”  優勝（2013年）、準優勝（2014年）－以組合NO-LUCK名義獲獎

## 告別會
『In Loving Memory ～FANTASTICS 中尾翔太～』
- 2018年8月25日(土）14時～20時に東京・品川グランドホール
- 2018年8月26日(日)  10時～20時に名古屋・コンベンションホール

## 備考
FAN太郎
是本人生前為所屬組合FANTASTICS而設計的吉祥物。

## 脚注
1. ↑  . サンスポ. 2018-07-09  [2019-03-13].
2. ↑  . サンスポ. 2018-07-09  [2019-03-13]. （原始内容存档于2019-04-22）.
3. ↑  . 日刊スポーツ. 2018-07-08  [2018-07-08]. （原始内容存档于2018-07-08）.
4. 1 2  . ザテレビジョン. 2017-06-13  [2019-03-13]. （原始内容存档于2020-03-05）.
5. ↑  . モデルプレス. 2018-07-13  [2019-03-13]. （原始内容存档于2019-12-10）.
6. ↑  . スポーツ報知. 2018-12-09  [2019-03-13].

## 外部連結
- 官方個人簡介 （页面存档备份，存于） - LDH JAPAN